# Músculo oponente del pulgar
El músculo oponente del pulgar es un músculo pequeño y cuadrangular de la mano, se encuentra en la región palmar externa (la eminencia tenar); cuya función es la de oponer al pulgar.

## Estructura
El oponente del pulgar se origina por dentro con el ligamento anular (flexor retinaculum) y el tubérculo del trapecio. Desde su origen pasa hacia abajo y lateralmente hasta insertarse en toda la extensión de la cara externa de la parte anterior del primer metacarpiano.
Se origina en el tubérculo del trapecio y en el retináculo flexor adyacente. Se inserta en toda la longitud del margen lateral del primer metacarpiano y en la superficie palmar lateral del mismo.

## Inervación e irrigación
Al igual que los otros músculos de la eminencia tenar, el opponens pollicis es inervado por una rama recurrente del nervio mediano. La irrigación sanguínea viene suplida por la rama palmar superior de la arteria radial.

## Acciones
La oposición del pulgar consiste en una combinación de acciones que permite que la punta del pulgar toque el centro de la palma de la mano y la yema de los otros dedos. La parte de esta maniobra cubierta por el oponente del pulgar es la flexión del metacarpiano del pulgar en su articulación. Esta acción específicamente hace que la palma de la mano se haga en forma de copa. Para que la oposición del pulgar sea completa y efectiva, se requiere la acción de un número de músculos, además del oponente del pulgar.

## Imágenes adicionales

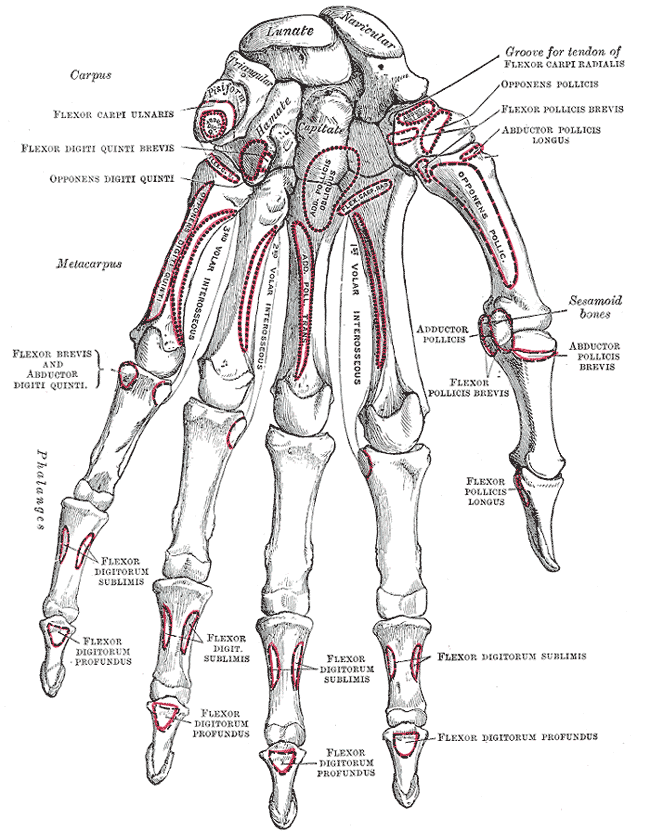
Huesos de la mano izquierda.
Sección transversal de la muñeca.
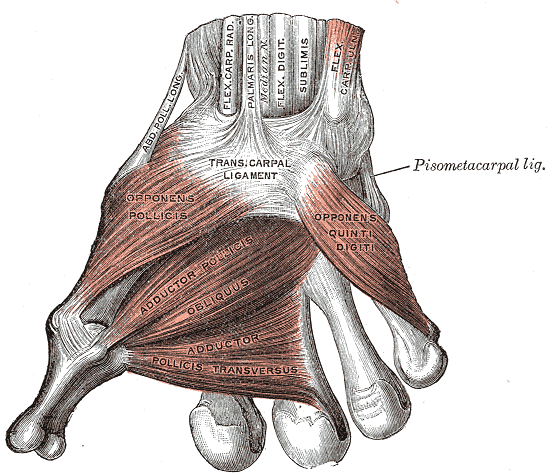
Músculos del pulgar.